# بطولة العالم لسباقات فورمولا 1 موسم 1986
بطولة العالم لسباقات فورمولا 1 موسم 1986 عقدت في سنة 1986 م، وفاز بها ألن بروست (بالإنجليزية: Alain Prost)‏ من فريق ماكلارين (بالإنجليزية: McLaren)‏ بسيارته التقنيات أفانت غارد. ألن بروست الذي بدأ السباق في الخط رقم 1 حصل على أفضل توقيت في الجولة 2 من السباق في أسرع لفة له. هذا السائق في المجموع حصد 72 نقطة.

## الوصلات الخارجية
- الموقع الرسمي للفورمولا 1